# 제48회 세자르상
제48회 세자르상은 2023년 2월 24일에 열린 시상식이다.

## 수상 및 후보

### 작품상
- 포에버 영 - 발레리아 브루니 테데스키
- 라이즈 - 세드릭 클라피쉬
- 디 이노센트 - 루이 가렐
- 밤, 혹은 클라라의 죽음 - 도미니크 몰
- 퍼시픽션 - 알베르트 세라

### 남우주연상
- 노벰버 - 장 뒤자르댕
- 디 이노센트 - 루이 가렐
- 어느 짧은 연애의 기록 - 빈센트 맥케인
- 퍼시픽션 - 브느와 마지멜
- 피터 본 칸트 - 드니 메노셰

### 여우주연상
- 더 영 러버스 - 화니 아르당
- 두 세계 사이에서 - 줄리엣 비노쉬
- 풀타임 - 로르 칼라미
- 파리스 메모리즈 - 비르지니 에피라
- 제로 퍽스 기븐 - 아델 에그자르코풀로스

### 남우조연상
- 라이즈 - 프랑수아 시빌
- 밤, 혹은 클라라의 죽음 - 보리 라네스
- 포에버 영 - 미샤 레스코
- 라이즈 - 피오 마르마이
- 디 이노센트 - 로쉬디 젬

### 여우조연상
- 더 식스 차일드 - 주디스 쳄라
- 노벰버 - 아나이스 드무스티에
- 디 이노센트 - 아눅 그린버그
- 노벰버 - 리나 쿠드리
- 디 이노센트 - 노에미 메를랑

### 신인남우상
- 밤, 혹은 클라라의 죽음 - 바스티앙 부이용
- 피터 본 칸트 - STEFAN CREPON
- 브루노 레이달: 컨페션스 오브 어 머더러 - DIMITRI DORE
- 윈터 보이 - PAUL KIRCHER
- 소년, 조니 - ALIOCHA REINERT

### 신인여우상
- 라이즈 - 마리옹 바르보
- 생토메르 - 구스라기 말란다
- 쾌활한 소녀 - 레베카 마더
- 포에버 영 - 나디아 테레시키에비츠
- 더 워스트 원스 - MALLORY WANECQUE

### 각본상
- 풀타임 - 에리크 그라벨
- 포에버 영 - 발레리아 브루니 테데스키 외 2명
- 라이즈 - 세드릭 클라피쉬 외 1명
- 디 이노센트 - 루이 가렐 외 2명
- 생토메르 - 앨리스 디옵 외 2명

### 각색상
- 카메라를 멈추면 안돼! 프랑스에서도 - 미셀 하자나비시우스
- 언더커버 - 티에리 드 페레티 외 1명
- 밤, 혹은 클라라의 죽음 - 도미니크 몰 외 1명

### 촬영상
- 포에버 영 - 줄리엔 포파드
- 라이즈 - 알렉시스 카비치네
- 밤, 혹은 클라라의 죽음 - 패트릭 기링헬리
- 퍼시픽션 - ARTUR TORT
- 생토메르 - 클레어 마손

### 의상상
- 포에버 영 - 캐롤라인 드 비베스
- 더 컬러스 오브 파이어 - 피에르-장 라로크
- 웨이팅 포 보장글레 - 엠마뉴엘 유치노브스키
- 디 이노센트 - CORINNE BRUAND
- 퍼시픽션 - PRAXEDES DE VILALLONGA
- 시모네: 우먼 오브 더 센추리 - 지지 르퍼지

### 음향상
- 라이즈 - CYRIL MOISSON 외 2명
- 디 이노센트 - LAURENT BENAIM 외 2명
- 노벰버 - CEDRIC DELOCHE 외 3명
- 밤, 혹은 클라라의 죽음 - FRANCOIS MAUREL 외 2명
- 퍼시픽션 - JORDI RIBAS 외 2명

### 편집상
- 풀타임 - 마틸드 반 드 무르텔
- 라이즈 - 앤-소피 비온
- 디 이노센트 - 피에르 데샹
- 노벰버 - 로르 가르데트
- 밤, 혹은 클라라의 죽음 - LAURENT ROUAN

### 음악상
- 풀타임 - IRENE DRESEL
- 카메라를 멈추면 안돼! 프랑스에서도 - 알렉상드르 데스플라
- 디 이노센트 - 그레고리 헤젤
- 밤, 혹은 클라라의 죽음 - OLIVIER MARGUERIT
- 퍼시픽션 - MARC VERDAGUER 외 1명
- 더 페신저스 오브 더 나이트 - 앤턴 샌코

### 미술상
- 포에버 영 - 엠마뉴엘 듀플레
- 더 컬러스 오브 파이어 - 세바스티안 버츨러
- 밤, 혹은 클라라의 죽음 - 미셀 바틀레미
- 퍼시픽션 - SEBASTIAN VOGLER
- 시모네: 우먼 오브 더 센추리 - CHRISTIAN MARTI

### 단편영화상
- 용기를 내! - 아드리언 모이스 덜린
- 바이 바이 - 아멜리에 보닌
- 르 로이 다비드 - 릴라 피넬
- 워맨 오브 버츄 - 스테파니 할폰

### 단편다큐멘터리상
- 처칠, 폴라 베어 타운 - 아나벨 아모루스
- 에쿠테 르 배트먼트 드 노즈 이미지 - 오드리 장-밥티스트 외 1명
- 마리아 슈나이더, 1983 - 엘리자베스 버브린

### 애니메이션상 - 단편
- 칼린느 - 마고 뢰몽
- 검은 태양 - 마리 라리베
- 그래니스 섹슈얼 라이프 - 에밀리 피자르 외 1명

### 애니메이션상 - 장편
- 어니스트 앤 셀레스틴, 어 트립 투 기브레티아 - 장-클리스토페 로저 외 1명
- 마이 써니 마드 - 미카엘라 파브라토바
- 꼬마 니콜라 - 벤자민 마소브레 외 1명

### 외국어영화상
- 더 비스츠 - 로드리고 소로고옌
- 클로즈 - 루카스 돈트
- 보이 프롬 헤븐 - 타릭 살레
- 에오 - 예르지 스콜리모프스키
- 슬픔의 삼각형 - 루벤 외스틀룬드

### 시각효과상
- 파이브 데블스 - GUILLAUME MARIEN
- 스모킹 커즈스 코핑 - 세바스쳔 레임
- 노트르-담 온 파이어 - 로렌스 에흐만
- 노벰버 - 미카엘 탕기
- 퍼시픽션 - MARCO DEL BIANCO

### 데뷔작품상
- 브루노 레이달: 컨페션스 오브 어 머더러 - 빈센트 르 포트
- 팔콘 레이크 - 샬롯 르 본
- 더 워스트 원스 - 리즈 아코카 외 1명
- 생토메르 - 앨리스 디옵
- 더 식스 차일드 - 레오폴드 레그랑

### 다큐멘터리상
- 루키즈 - 티에리 데마이지에르
- 슈퍼 에이트 시절 - 아니 에르노 외 1명
- 하트 오브 오크 - 로랑 샤르보니에 외 1명
- 샤를로트에 의한 제인 - 샤를로뜨 갱스부르
- 랭스로 되돌아가다 (단편들) - 쟝-가브리엘 뻬리오

### 프로덕션상
- 라이즈 - 세드릭 클라피쉬
- 디 이노센트 - 루이 가렐
- 노벰버 - 세드릭 히메네즈
- 밤, 혹은 클라라의 죽음 - 도미니크 몰
- 퍼시픽션 - 알베르트 세라

## 같이 보기
- 제35회 유럽 영화상